# Horní Němčí
Horní Němčí är en ort i Tjeckien.   Den ligger i distriktet Okres Uherské Hradiště och regionen Zlín, i den östra delen av landet, 270 km sydost om huvudstaden Prag. Horní Němčí ligger 324 meter över havet och antalet invånare är 854.
Terrängen runt Horní Němčí är kuperad åt sydost, men åt nordväst är den platt. Runt Horní Němčí är det ganska tätbefolkat, med 134 invånare per kvadratkilometer. Närmaste större samhälle är Uherské Hradiště, 19,3 km nordväst om Horní Němčí. I omgivningarna runt Horní Němčí växer i huvudsak blandskog.